# ملفين ووكر
ملفين ووكر (بالإنجليزية: Mel Walker)‏ هو منافس ألعاب قوى أمريكي، ولد في 27 أبريل 1914، وتوفي في 9 نوفمبر 2000.

## روابط خارجية
- ملفين ووكر على موقع الاتحاد الدولي لألعاب القوى (الإنجليزية)